# 横須賀海軍工廠
横須賀海軍工廠（よこすかかいぐんこうしょう）とは、神奈川県横須賀市にあった日本の海軍工廠。幕末に建設された横須賀製鉄所を源流とする。明治初期のことは前身である横須賀造船所の記事も参照。
明治初期には唯一の官営造船所として軍艦を建造、昭和期では航空母艦建造の責任工廠でもあった。現在は在日米軍の横須賀海軍施設（通称横須賀基地）となっている。

## 沿革

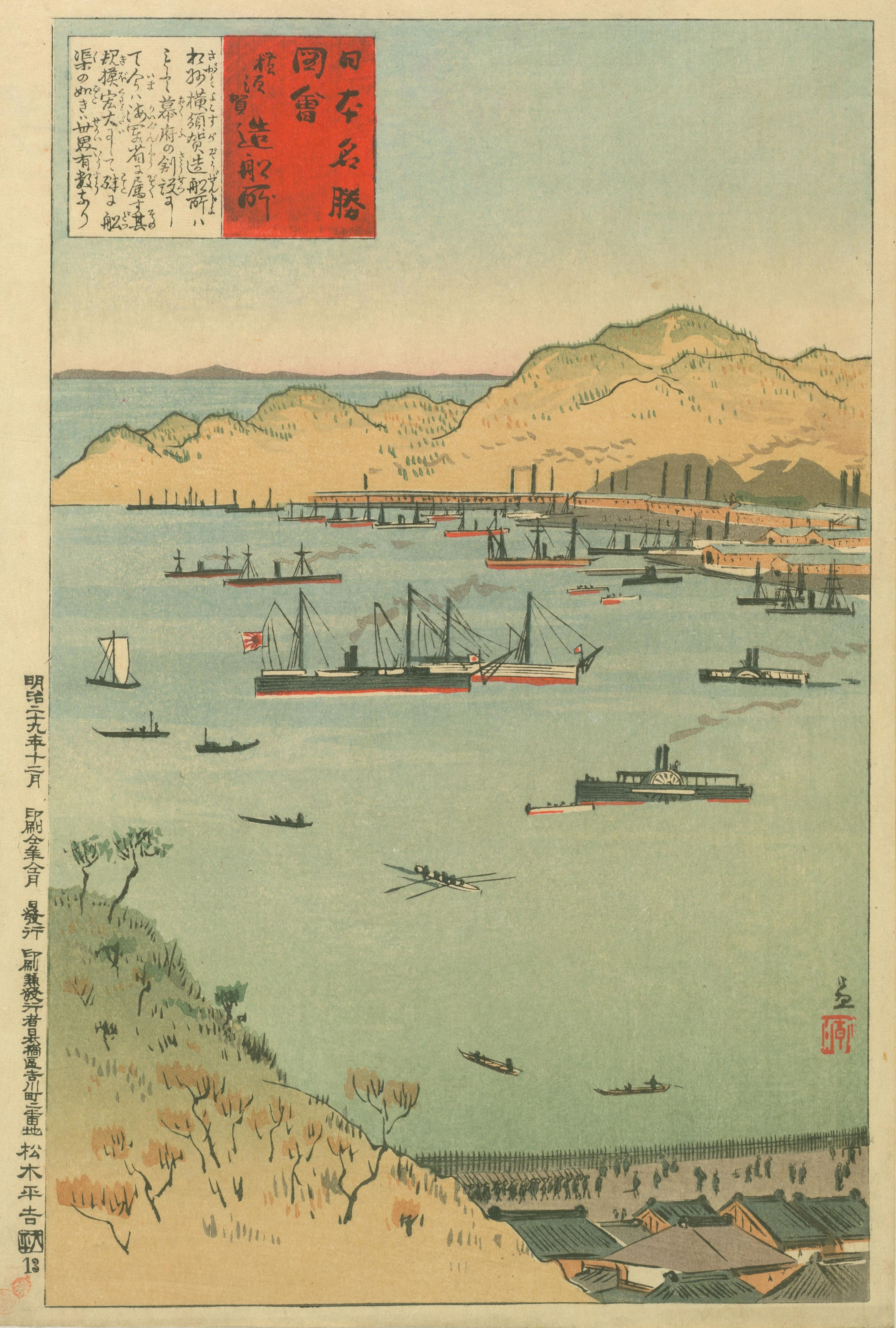
小林清親『横須賀造船所』（1896年・明治29年）

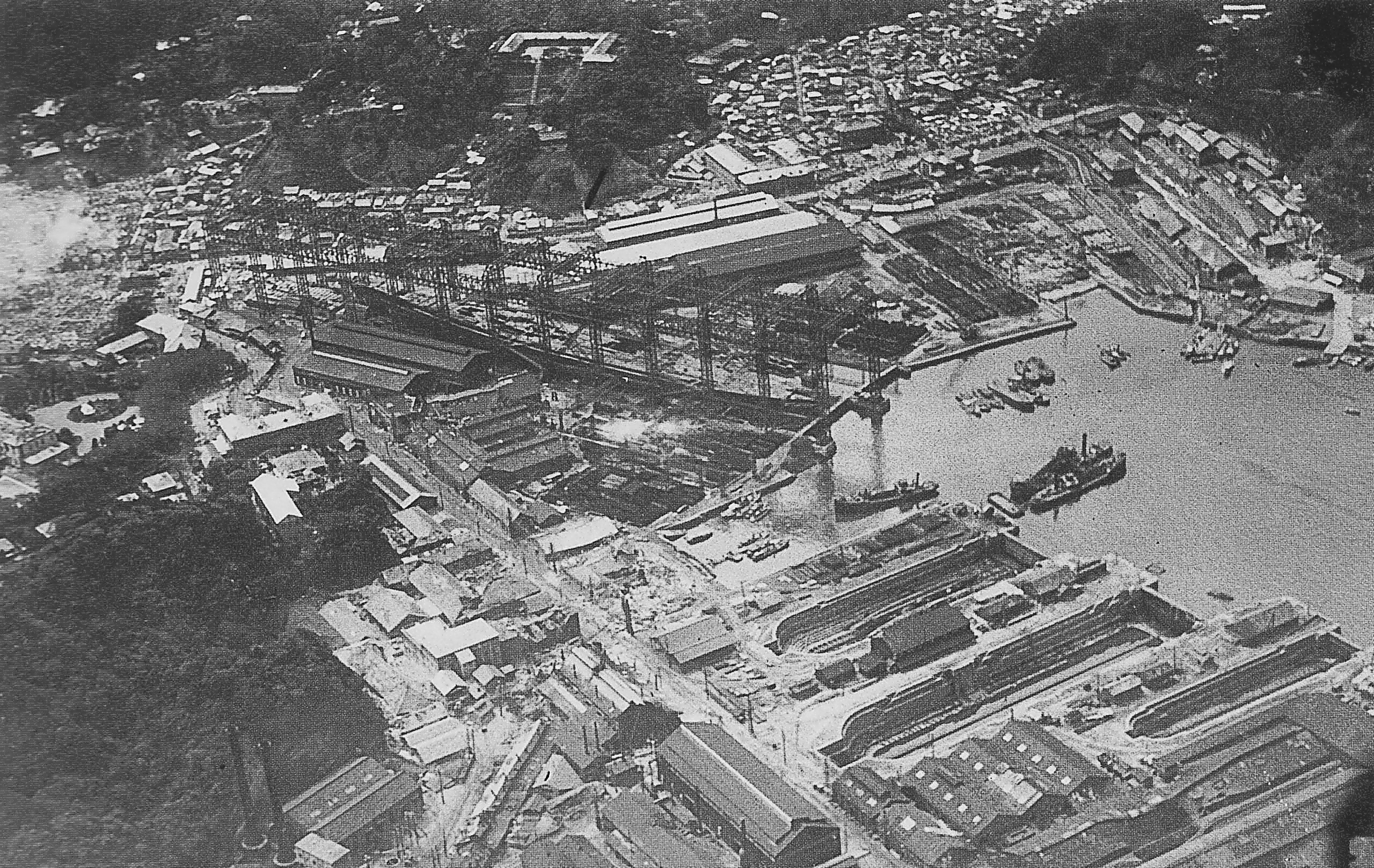
関東大震災直後の横須賀海軍工廠ガントリークレーン付近

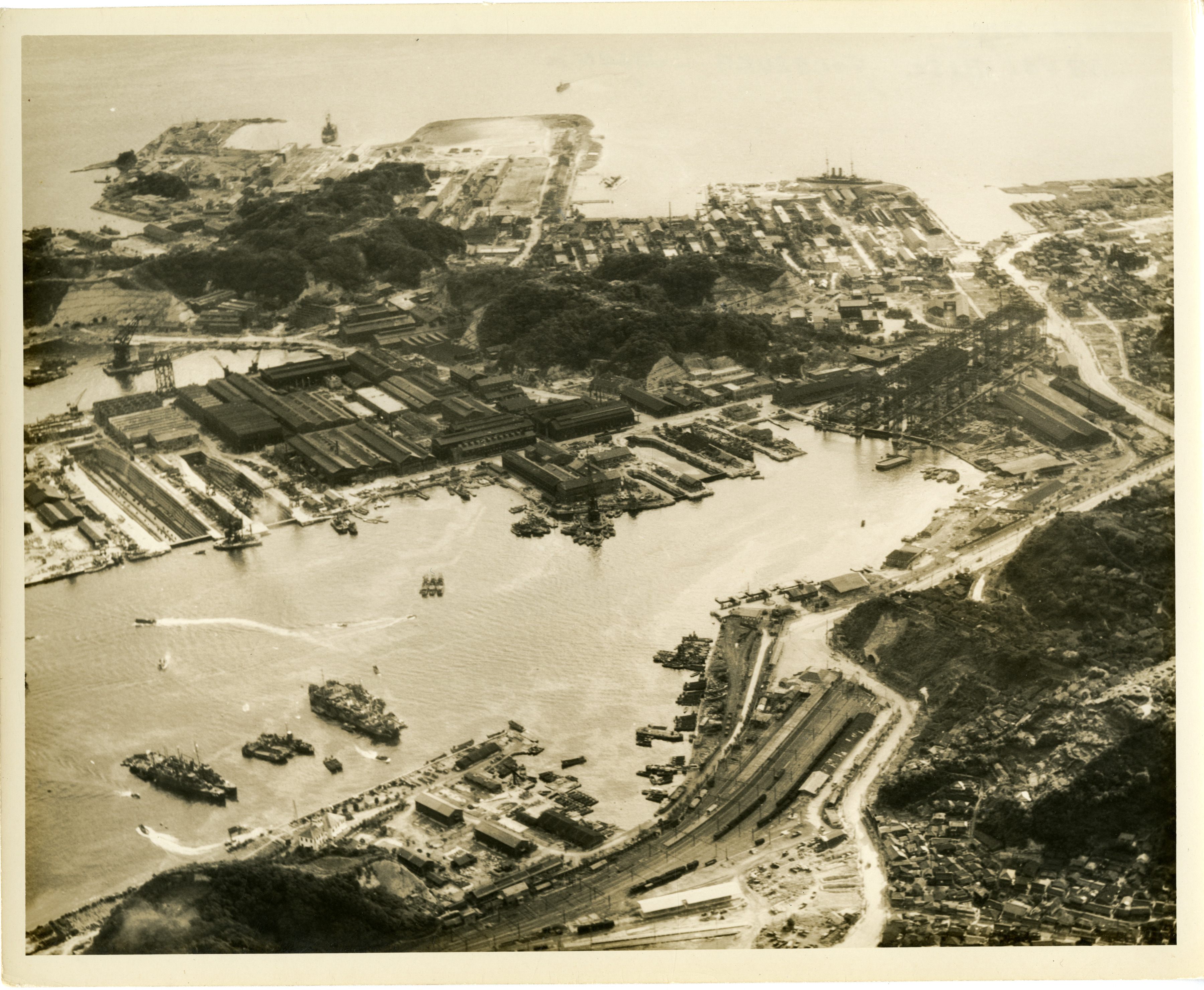
横須賀海軍工廠、1944年から1945年頃の航空写真

### 戦前
1865年（慶応元年）、江戸幕府が横須賀製鉄所を建設する。明治維新後は明治政府に引き継がれ、1871年（明治4年）に帝国海軍所管「横須賀造船所」となる。1884年（明治17年）に横須賀鎮守府が設置されるとその直轄造船所となり、1903年（明治36年）の組織改編で横須賀海軍工廠が誕生、呉海軍工廠と共に多くの艦艇を建造した。

### 戦後
終戦後は米軍が接収し、横須賀海軍施設（通称横須賀基地）となる。艦艇建造はなく、艦艇の修理等がなされている。米第7艦隊所属艦の事実上の母港として機能している。
工廠の象徴であったガントリークレーンを含む第2船台は1959年（昭和34年）に日本へ返還、住友機械工業（現：住友重機械工業）へ払い下げられ横須賀分工場となった。しかし設備老朽化、オイルショックによる不況などから1975年（昭和50年）にガントリークレーンは解体され、工場も後に閉鎖された。跡地にはショッパーズプラザ横須賀（現：コースカベイサイドストアーズ）が建設された。

### 年表
戦前
- 1865年（慶応元年） 幕府が「横須賀製鉄所」建設開始
- 1868年（明治元年） 明治政府が接収、建設を引き継ぐ
- 1870年（明治 3年） 工部省所管となる
- 1871年（明治 4年） 海軍所管の「横須賀造船所」と改称、1号ドック完成（現在も現役）
- 1876年（明治 9年） 初の国産軍艦「清輝」が竣工
- 1884年（明治17年）横須賀鎮守府設置。造船所は鎮守府直轄となる
- 1886年（明治19年）「横須賀海軍造船所」と改称
- 1889年（明治22年） 5月28日「横須賀鎮守府造船部」と改称[1]
- 1897年（明治30年） 9月 3日「横須賀海軍造船廠」と改称[2]
- 1903年（明治36年）11月 6日「横須賀兵器廠」と合併し「横須賀海軍工廠」となる
- 1905年（明治38年） 3月30日日本初の潜水艇を進水
- 1906年（明治39年）10月女子労働者の使用を初認可
- 1909年（明治42年） 初の国産の戦艦「薩摩」が竣工
- 1913年（大正 2年） 第2船台上にガントリークレーン完成
- 1932年（昭和 7年） 4月1日、航空機部門が「海軍航空廠」として独立

戦中・戦後
- 1942年（昭和17年）4月18日 ドーリットル空襲で米軍機による空襲を受ける。この後、終戦まで数度の空襲を受けた（横須賀空襲）
- 1945年（昭和20年）9月 米軍が接収
  - 10月15日 横須賀海軍工廠廃止
- 1947年（昭和22年） 米海軍艦船修理廠 (SRF) 設立、多くの設備が現在も米軍管理下にある

戦後のガントリークレーン
- 1959年（昭和34年） 第2船台（ガントリークレーン）は日本政府に返還
- 1960年（昭和35年） 住友機械工業に払い下げ、横須賀分工場となる
- 1975年（昭和50年） ガントリークレーン解体
- 1978年（昭和53年） 工場集約のため横須賀分工場閉鎖

## 設備

### 船渠
- 第一船渠
- 第二船渠

船渠は当初より3つを築造する予定だったが、第二船渠は予算の都合から後回しとされていた。第一船渠、第三船渠の2船渠では修理などに遅延が目立ち、1878年 (明治11年) 1月23日に横須加造船所は第二船渠の築造を上申、6月26日に予算は3年間で244,329円で築造に着手する旨、海軍省から指令された。
- 第三船渠

第一船渠竣工に次いで明治4年6月 (1871年7月から8月)に起工、1874年 (明治7年) 1月竣工。細目は以下の通り。
- 長さ:上部94m、下部88.3m。
- 幅:上部13.8m、下部11.3m。
- 深さ:地平から渠内7.6m、渠口6.9m、満潮面から渠内5.65mから5.45m、渠口5.15m。
- 盤木の高さ:0.9m。
- 傾斜:1/100強。
- 排水時間:4時間。

- 第四船渠
- 第五船渠
- 第六船渠

### 船台
- 第一船台
- 第二船台
- 第三船台

## 建造された主な艦艇

### 軍艦
- 御召艦：迅鯨 [I]
- 軍艦：清輝
- 砲艦：天城 [I]、愛宕 [I]
- 巡洋艦：海門、天龍 [I] 、高雄 [II]、葛城 [I]、武蔵 [II]
- 通報艦：八重山 [I]、千早 [II]
- 戦艦：薩摩、河内[II] 、山城、陸奥
- 巡洋戦艦：鞍馬[I] 、比叡[II]
- 防護巡洋艦：橋立 [I] 、須磨 [I] 、明石 [I] 、秋津洲 [I]、音羽 、新高
- 重巡洋艦：妙高、高雄[Ⅳ]、鈴谷[II]
- 軽巡洋艦：天龍[II]、能代
- 航空母艦：鳳翔（艤装）、天城[II]（未成）、龍驤[II]（艤装）、飛龍[II]、翔鶴[III]、祥鳳（改装）、瑞鳳、龍鳳（改装）、千代田[III]（改装）、雲龍、信濃
- 潜水母艦：大鯨、剣埼
- 敷設艦：津軽 [II]
- 駆逐艦

## 歴代工廠長
- 伊東義五郎 少将：1903年11月10日 - 1906年11月22日
- 松本和 少将：1906年11月22日 - 1908年8月28日
- 和田賢助 少将：1908年8月28日 - 1910年4月9日
- 坂本一 少将：1910年4月9日 - 1912年12月1日
- 加藤定吉 中将：1912年12月1日 - 1913年12月1日
- 栃内曽次郎 少将：1913年12月1日 - 1914年8月18日
- 黒井悌次郎 中将：1914年8月18日 - 1915年12月13日
- 江口麟六 中将：1915年12月13日 - 1916年12月1日
- 田中盛秀 中将：1916年12月1日 - 1918年11月4日
- 山中柴吉 少将：1918年11月4日 - 1921年9月1日
- 舟越楫四郎 中将：1921年9月1日 - 1922年6月10日
- 藤原英三郎 少将：1922年6月10日 - 1924年6月11日
- 正木義太 少将：1924年6月11日 - 1925年4月15日
- 山梨勝之進 少将：1925年4月15日 - 1926年12月10日
- 欠：1926年12月10日 - 1927年3月25日
- 小倉嘉明 少将：1927年3月25日 - 1927年12月1日
- 立野徳治郎 少将：1927年12月1日 - 1929年11月30日
- 藤田尚徳 中将：1929年11月30日 - 1930年6月10日
- 荒城二郎 少将：1930年6月10日 - 1932年11月15日
- 村田豊太郎 機関少将：1932年11月15日 - 1935年11月15日
- 古市竜雄 機関少将：1935年11月15日 - 1937年12月1日
- 星埜守一 少将：1937年12月1日 - 1938年11月15日
- 荒木彦弼 主計中将：1938年11月15日 - 1940年11月15日
- 都築伊七 機関中将：1940年11月15日 - 1942年11月1日
- 二階堂行健 中将：1942年11月1日 - 1943年12月1日
- 徳永栄 中将：1943年12月1日 - 1944年12月20日
- 細谷信三郎 中将：1944年12月20日 - 1945年11月1日